# Platygaster semiglabra
Platygaster semiglabra är en stekelart som först beskrevs av Girault 1920.  Platygaster semiglabra ingår i släktet Platygaster och familjen gallmyggesteklar. Inga underarter finns listade i Catalogue of Life.